# Боралдайський сільський округ (Байдібека район)
Боралда́йський сільський округ (каз. Боралдай ауылдық округі, рос. Боралдайский сельский округ) — адміністративна одиниця у складі району Байдібека Туркестанської області Казахстану. Адміністративний центр — село Боралдай.
Населення — 9335 осіб (2021; 10412 у 2009, 10114 у 1999, 9114 у 1989).
Станом на 1989 рік існували Боралдайська сільська рада (села Амансай, Боралдай, Верхній Боралдай, Жиланди, Кизиларик, Талап, Туйєтас) та Нижньоборалдайська сільська рада (села Зарічне, Нижній Боралдай), села Каратас та Теректи перебували у складі Глинковської сільради.

## Склад
До складу округу входять такі населені пункти:
| Населений пункт         | Колишні назви    | Населення, осіб (1989) | Населення, осіб (1999) | Населення, осіб (2009) | Населення, осіб (2021) |
| ----------------------- | ---------------- | ---------------------- | ---------------------- | ---------------------- | ---------------------- |
| Акжар, село             | Зарічне          | 406                    | 764                    | 267                    | 192                    |
| Амансай, село           | -                | 528                    | 650                    | 798                    | 731                    |
| Боралдай, село          | -                | 3021                   | 2903                   | 2967                   | 2598                   |
| Жиланди, село           | -                | 752                    | 747                    | 795                    | 719                    |
| --Дім чабана            | -                | -                      | -                      | -                      | 7                      |
| Жогарги-Боралдай, село  | Верхній Боралдай | 972                    | 1113                   | 928                    | 796                    |
| --Дім чабана            | -                | -                      | -                      | -                      | 6                      |
| Каратас, село           | -                | 414                    | 560                    | 529                    | 493                    |
| --Дім чабана            | -                | -                      | -                      | -                      | 7                      |
| Оринбая Тайманова, село | Нижній Боралдай  | 1030                   | 830                    | 1233                   | 969                    |
| --Дім чабана            | -                | -                      | -                      | -                      | 4                      |
| Сарибулак, село         | Кизиларик        | 585                    | 639                    | 762                    | 699                    |
| --Дім чабана            | -                | -                      | -                      | -                      | 9                      |
| Талап, село             | -                | 400                    | 490                    | 623                    | 584                    |
| Теректи, село           | -                | 566                    | 794                    | 850                    | 854                    |
| --Дім чабана            | -                | -                      | -                      | -                      | 5                      |
| Туйєтас, село           | -                | 440                    | 624                    | 660                    | 653                    |
| --Дім чабана            | -                | -                      | -                      | -                      | 9                      |